# Дзержеки гербу Нечуя

Герб Нечуя

Дзержеки гербу Нечуя — польська шляхетна родина.

## Представники
- Анджей Янович — троцький камергер 1568 року
- Кшиштоф Дзержек — перекладач, посол, в 1579 р. отримав десятину галицьку та села Красіїв, Баранів і Кінчаки на Поділлі
- Людвік — жидачівський ловчий
- Прандота Дзержек — суддя і маршалок парламенту Люблінського воєводства 1635 р.
- Адам Дзєржек (? — 1663) — польський політичний діяч
- Францішек Дзержек (? - 1686) — жидачівський ловчий
- Войцех Дзержек (1714—1774) — бахтинський староста, сини: Рафал і Теодор
- Рафал Дзержек (1738 — ?) — генерал-майор
- Теодор Дзержек — маршалок Могилівського повіту, брат генерала Рафала Дзержека
- Станіслав Дзержек — прапорщик Белзький і Буський